# جزيرة الجريد
جزيرة الجُريد هي جزيرة عائمة فوق المياه الإقليمية قبالة المملكة العربية السعودية على ساحل الخليج العربي. تبلغ مساحة الجزيرة حوالي 0,20 كم2، وتقع في الشمال الشرقي لمدينة الجبيل حيث تبعد عنها حوالي 45 كيلو متر أي 24.2 ميل بحري، وتحوي الجزيرة على الشعاب المرجانية والرمال الذهبية، ويوجد في الجزيرة تنوع سمكي كبير بالإضافة إلى الكثير من الشعاب المرجانية، بالإضافة إلى زحف السلاحف إلى رمال الجزيرة قادمة من الخليج العربي لوضع بيضها خلال موسم تكاثرها في الشهور الخامس والسادس والسابع الميلادي، عدا عن أسراب الطيور المهاجرة التي تحط رحالها على أرض الجزيرة.

## معرض صور

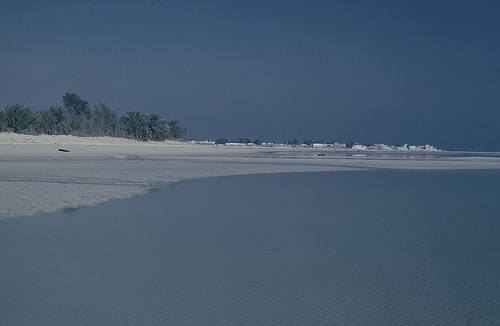
الجزيرة في السبعينيات
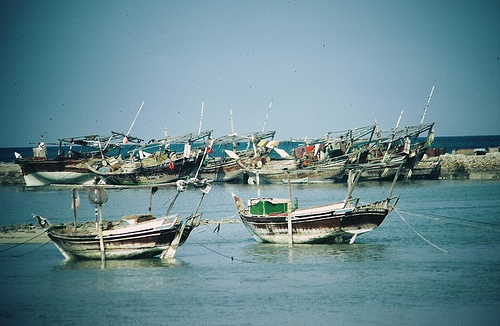
الجزيرة في السبعينيات
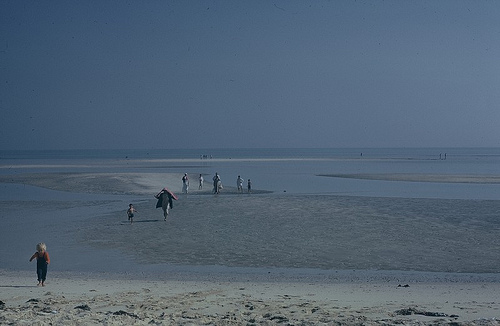
الجزيرة في السبعينيات